# Villanueva de Algaidas
Villanueva de Algaidas è un comune spagnolo di 4 165 abitanti situato nella comunità autonoma dell'Andalusia.